# Nida (Ruciane-Nida)
Nida (deutsch Nieden) ist ein Stadtteil von Ruciane-Nida (Rudczanny-, 1938 bis 1945 Niedersee-/-Nieden) in der polnischen Woiwodschaft Ermland-Masuren und war bis 1945 ein selbständiges Dorf im ostpreußischen Kreis Johannisburg.

## Geographische Lage
Nida liegt im ehemaligen Ostpreußen in der Landschaft Ermland-Masuren am Westufer des Niedersees (polnisch Jezioro Nidzkie) und ist der südwestliche Teil der Stadt Ruciane-Nida. Die Kreisstadt Pisz (deutsch Johannisburg) liegt 18 Kilometer in östlicher Richtung.

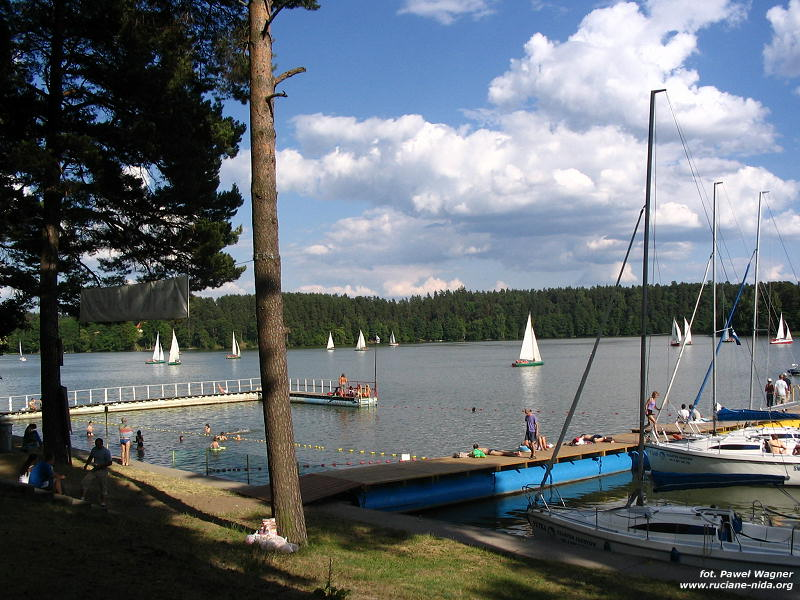
Badestelle im Jezioro Nidzkie/Niedersee

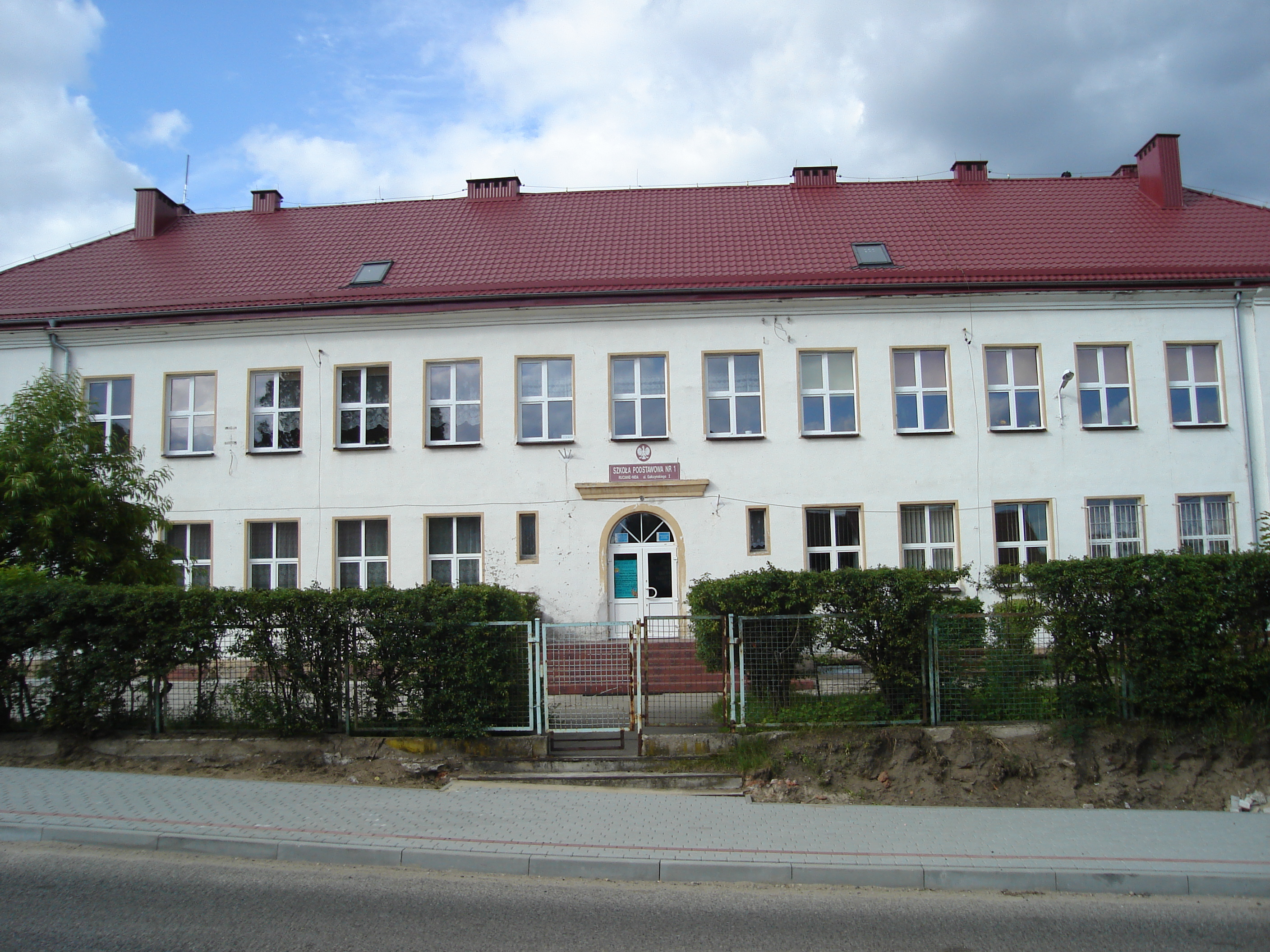
Grundschule Nr. 1

## Geschichte
Das nach 1579 Niden und nach 1785 Nidden genannte Dorf wurde im Jahre 1563 gegründet. Die im Ort angesiedelte Försterei war Teil des Forstbezirks Johannisburger Heide. In der zweiten Hälfte des 18. Jahrhunderts wurden bei Nieden Flößkanäe gegraben, und bei Gusianken entstand eine hölzerne Schiffsschleuse.
Von 1874 bis 1945 war Nieden in den Amtsbezirk Breitenheide (polnisch Szeroki Bór) eingegliedert, der zum Kreis Johannisburg im Regierungsbezirk Gumbinnen (ab 1905: Regierungsbezirk Allenstein) der preußischen Provinz Ostpreußen gehörte.
618 Einwohner waren im Jahr 1910 in Nieden registriert. Ihre Zahl verringerte sich bis 1933 auf 548 und belief sich 1939 noch auf 542.
Vor Ende des Zweiten Weltkriegs wurde die Region Ermland-Masuren im Frühjahr 1945 von der Roten Armee besetzt. Nach Kriegsende wurde das gesamte südliche Ostpreußen und mit ihm auch Nieden  von der Sowjetunion  gemäß dem Potsdamer Abkommen dem kommunistischen Regime der Volksrepublik Polen zur Verwaltung unterstellt. Das Dorf erhielt die polnische Namensform „Nida“. Soweit die deutschen Einwohner nicht geflohen waren, wurden sie in der Folgezeit vertrieben. Es wurde ihnen später nicht gestattet, in ihren Besitz zurückzukehren.
Der Ort wurde 1945 in die Gromada und Gmina Ukta (Alt Ukta) eingegliedert, die zum Powiat Mrągowski (Kreis Sensburg) gehörte. 1954 kam Nida zur Gromada Ruciane (Rudczanny, 1938 bis 1945 Niedersee), die am 1. Januar 1955 in den Powiat Piski (Kreis Johannisburg) umverlegt wurde. Am 1. Januar 1958 wurde Nida mit Ruciane vereinigt, woraus am 1. Januar 1966 die Erhebung zur Stadt Ruciane-Nida erfolgte.

### Demographie
| Jahr | Einwohnerzahl | Anmerkungen |
| 1782 | –             | 26 Feuerstellen (Haushaltungen) |
| 1818 | 96            | [ 7 ] |
| 1867 | 281           | am 3. Dezember |
| 1871 | 283           | am 1. Dezember, sämtlich Evangelische |
| 1910 | 618           | am 1. Dezember, davon 141 mit deutscher Muttersprache (136 Evangelische, zwei Katholiken, drei Sonstige) und 477 mit masurischer Muttersprache (473 Evangelische, eine katholische Person und drei Sonstige) |
| 1933 | 548           | [ 12 ] |
| 1939 | 542           | [ 12 ] |

## Kirche

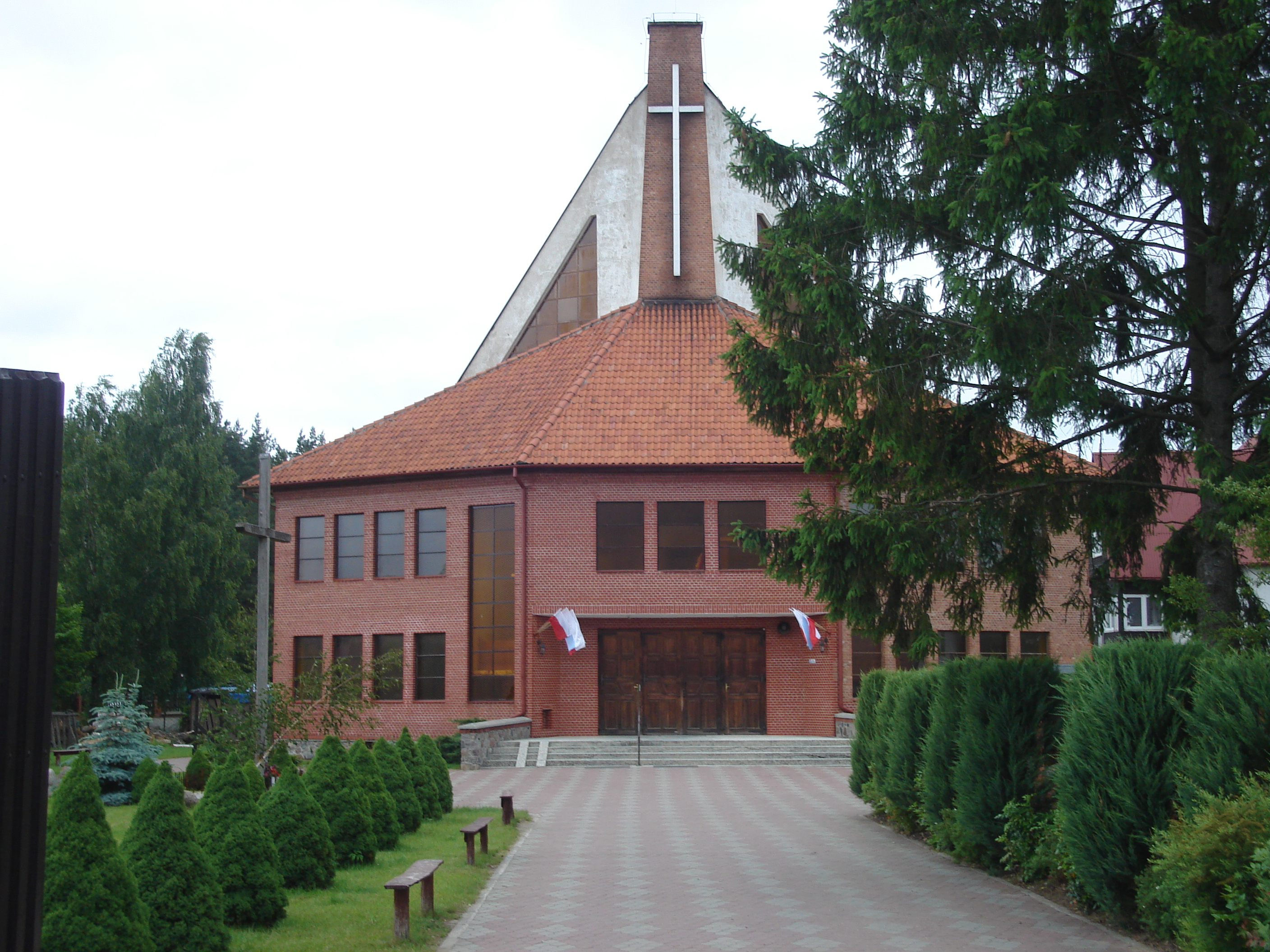
Neue katholische St.-Trinitatis-Kirche

Nieden war bis 1945 in die evangelische in Kirche Alt Ukta (polnisch Ukta) und seit 1920 in deren Filialgemeinde Rudczanny in der Kirchenprovinz Ostpreußen der Kirche der Altpreußischen Union und in die römisch-katholische Kirche in Johannisburg eingepfarrt.
Heute gehört Nida evangelischerseits zur Pfarrei Pisz, die in die  Diözese Masuren der Evangelisch-Augsburgischen Kirche in Polen einbezogen ist und im nahegelegenen Wejsuny (Weissuhnen) eine Filialkirche unterhält. Katholischerseits wurde im Stadtteil Nida in den 1980er-Jahren eine eigene Kirche errichtet, die seit 1989 Pfarrkirche und der Hl. Dreifaltigkeit (St. Trinitatis, Kościół Trójcy Świętej) gewidmet ist. Sie ist mit ihrer Filialkirche in Krzyże (Kreuzofen) dem Bistum Ełk der Römisch-katholischen Kirche in Polen zugeordnet.

## Verkehr

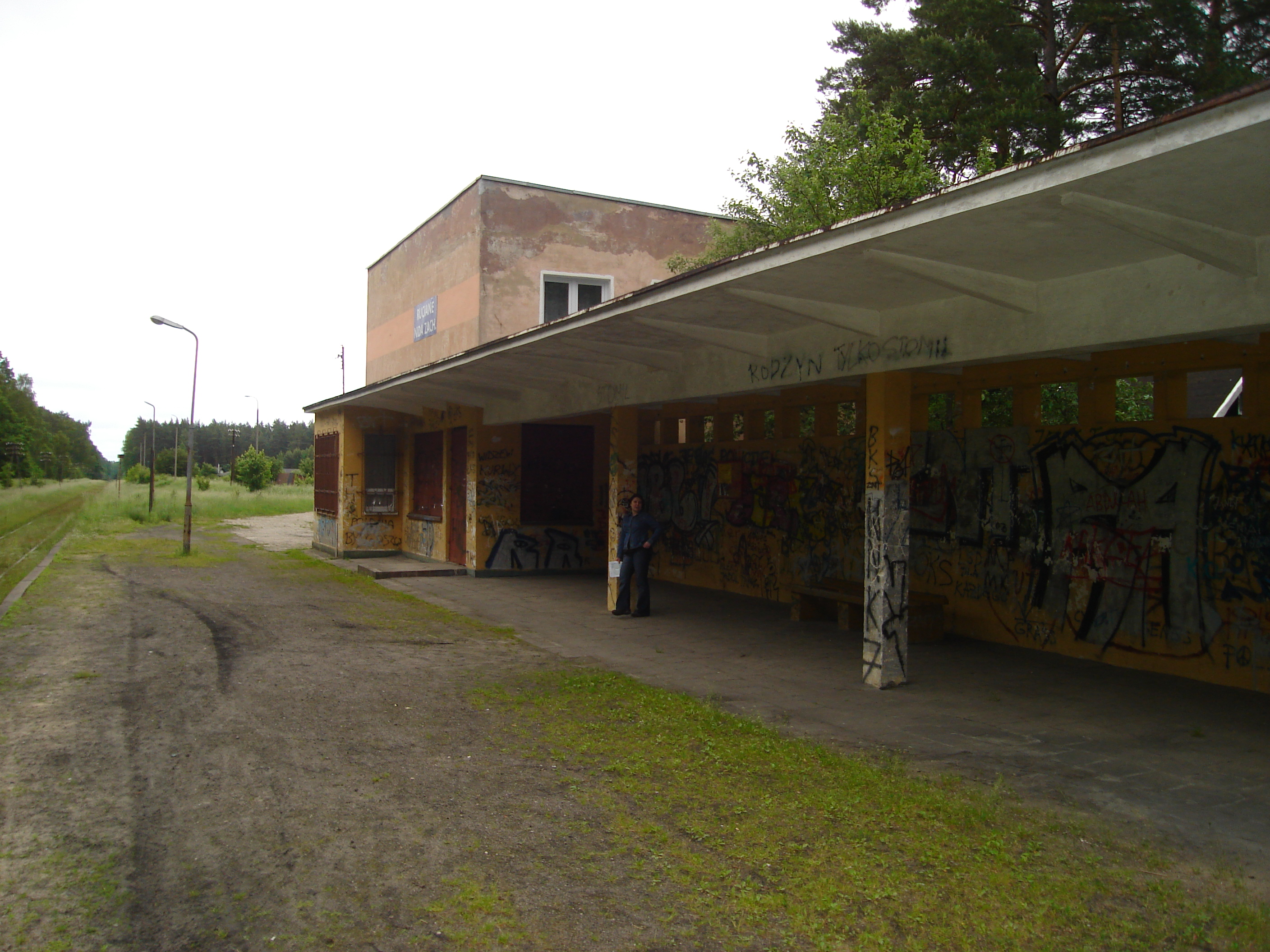
Bahnstation Ruciane-Nida Zachód, ehemals Nieden

Durch den Stadtteil Nida verläuft eine Nebenstraße, die als Uferstraße entlang des Jezioro Nidzkie über Krzyże (Kreuzofen) bis nach Karwica (Kurwien) verläuft.
Nieden wurde im Jahre 1884 Bahnstation an der Bahnstrecke Allenstein–Lyck. Sie trägt heute die Bezeichnung "Ruciane-Nida Zachód" (-"West").